# El Gordo (amas de galaxies)
Ne doit pas être confondu avec El Gordo.
El Gordo (« Le Gros » en espagnol) est le plus grand amas de galaxies de l'univers lointain connu. Il a été étudié par les télescopes VLT, le télescope spatial Chandra et le télescope cosmologique d'Atacama.
Cet amas, officiellement désigné ACT-CL J0102-4915, est situé à plus de 7 milliards d'années-lumière.